# باولا فراير
باولا فراير (بالإنجليزية: Paula Fryer)‏ هي منافسة ألعاب القوى بريطانية، ولدت في 14 يوليو 1969 في ليدز في المملكة المتحدة.

## وصلات خارجية
- باولا فراير على موقع الاتحاد الدولي لألعاب القوى (الإنجليزية)
- باولا فراير على موقع أوليمبيديا (الإنجليزية)